# ادام پاپی
ادام پاپی (انگلیسی: Adam Papée; ۲۱ ژوئیهٔ ۱۸۹۵ – ۶ مارس ۱۹۹۰) ورزشکار شمشیربازی اهل لهستان بود.
وی در مسابقات کشوری و بین‌المللی در مجموع برندهٔ ۲ مدال برنز شده‌است.